# 臺灣光復

1945年10月25日，依照駐日盟軍總司令麥克阿瑟發佈的《一般命令第一號》，在臺日軍向代表同盟國的中華民國將領投降。臺北公會堂受降典禮台上掛有同盟國英、中、美、蘇四國同等大小的國旗，以及聯合國旗（四國國旗的前面上端，被遮擋）

1945年（民國三十四年、昭和二十年）8月15日，日本在第二次世界大戰中戰敗而宣告投降。9月2日，駐日盟軍總司令麥克阿瑟發佈《一般命令第一號》指示各地日本軍向同盟國投降，命令中規定在中國（滿洲除外）、臺灣、越南北部的日軍向代表同盟國的國民政府軍事委員會委員長蔣中正將軍投降，蔣中正隨後委派中國陸軍總司令何應欽將軍為其負責受降事宜的全權代表，何應欽則委派陳儀將軍為其在臺灣受降的代表。10月25日，擔任降方代表的臺灣總督兼日本陸軍第10方面軍司令官安藤利吉大將，依照《一般命令第一號》之規定於10月25日在臺北公會堂（今臺北中山堂）向受降主官陳儀投降並簽署受領文件。中華民國國民政府就此接管原由大日本帝國統治的臺灣（含澎湖群島），標誌著臺灣日治時期結束、以及戰後時期開始；中華民國政府將此事件視為領土收復之舉，因而稱為「臺灣光復」。
過去，中華民國政府及臺灣民間普遍將「臺灣光復」解讀為臺灣回歸中國版圖的歷史事件。近年來，因歷史視角及現實政治變遷，各界對於此事之性質，則有更加多元的理解，甚有認為中華民國當時乃代表同盟國接收臺灣、故並未正式擁有臺灣主權之觀點。

## 背景

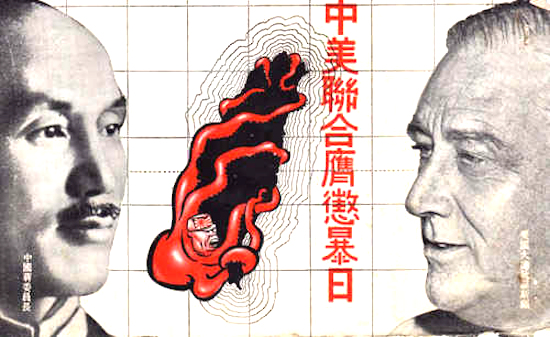
抗戰期間印有蔣中正、小羅斯福肖像的「中美聯合膺懲暴日」宣傳海報；在海報中，日本被描繪為盤據著台灣島的章魚

大清國在甲午戰爭戰敗後，與日本簽訂馬關條約，將原本統治的臺灣割讓給予日本，從此臺灣進入日治時期。抗日戰爭前，華南地區原有「臺灣民族革命總同盟」、「臺灣革命黨」、「臺灣獨立革命黨」、「臺灣青年革命黨」、「臺灣國民黨」、「臺灣光復團」等6個抗日團體，但各自為政，缺乏統一領導；1941年2月10日，中華民國政府為集中力量，經中央斡旋，在重慶組成「臺灣革命同盟會」，團結台灣人力量，支持抗戰，光復台灣。
二次大戰期間，在1943年舉行的開羅會議中，中華民國希望同盟國同意戰後日本放棄臺灣並移轉主權回歸，此內容列入開羅宣言，後於波茨坦公告內重申應履行。1944年4月17日，位於重慶的中華民國國民政府，委由中國國民黨的中央設計局設立「臺灣調查委員會」，並任命曾參加始政四十周年記念臺灣博覽會的陳儀為主任委員，委員原無臺灣人，至9月增聘李友邦、謝南光、黃朝琴、游彌堅、丘念臺為委員。中央設計局1944年5月擬具的「復員計畫綱要草案」中，將全國復員區分成三大類：後方區、收復區與光復區。台灣與東北屬於「光復區」。
戰後，國民政府對於如何接管臺灣有兩派意見，一派建議完全與進駐其他「淪陷區」相同，設立「臺灣省」。另一派則主張在臺設立擁有軍警等特別公權力的「特別行政區」。當時的國民政府主席蔣中正採納陳儀《臺灣接管計劃綱要》中的意見，設立臺灣省行政長官公署，負責接管臺灣，全部公署行政人員初定為2000名。但最後接管計劃中的規劃並未完全實施，長官公署制度集軍政大權於一身，為台灣人所詬病，稱之為「新總督府」。

## 經過
1945年8月14日，日本昭和天皇發表《終戰詔書》接受波茨坦公告，大日本帝國無條件投降，日本由同盟國軍事佔領，而盟軍最高統帥麥克阿瑟元帥發佈《一般命令第一號》，命令在臺日軍向蔣介石將軍投降。同年8月29日，蔣中正任命陳儀為「臺灣省行政長官」，於9月1日於重慶宣佈成立「臺灣省行政長官公署」與「臺灣省警備總司令部」，同時命陳儀兼任「臺灣省警備總司令部」的總司令。10月5日臺灣省行政長官公署前進指揮所於臺北成立，接收人員前進指揮所副主任范誦堯等分別在10月5日至24日分別由上海或重慶飛抵臺灣。

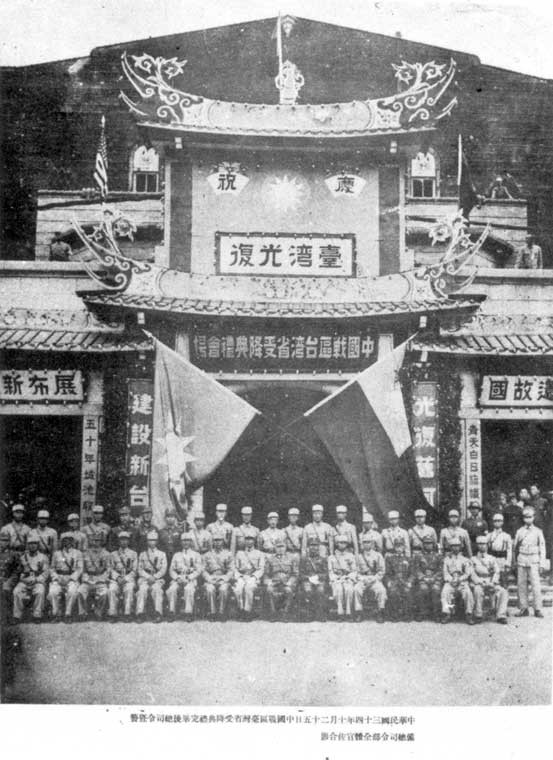
臺北公會堂前的國民革命軍官兵參加因日軍依據盟軍最高統帥發佈之軍事命令《一般命令第一號》投降而舉行的受降典禮。圖中除了中華民國國旗之外，還可見到牌樓左上方所懸掛的同盟國美國國旗

1945年10月25日臺灣地區的受降典禮於上午十時在臺北公會堂舉行。降方為大日本帝國所屬第十方面軍，代表為日本臺灣總督兼第十方面軍司令官安藤利吉將軍，陳儀將軍則代表盟邦將領蔣中正將軍受降。典禮開始時，由陳儀宣布「臺灣日軍業於中華民國三十四年九月九日在南京投降，本官奉中國陸軍總司令何轉奉中國戰區最高統帥蔣之命令，為臺灣受降主官，茲以第一號命令交與日本臺灣總督兼第十方面軍司令官安藤利吉將軍受領希即遵照辦理」，語畢即以是項命令及受領證交參謀長諫山春樹將軍轉交第十方面軍司令官安藤利吉將軍，安藤利吉於受領證簽字畢，由日軍代表將受領證呈交受降主官陳儀，陳儀審閱受領證無誤後，即刻命令日軍代表退去，仍由引導官引導日軍代表離場。
主要參加人員有
- 國民政府代表：陳儀，葛敬恩，柯遠芬，黃朝琴，游彌堅，宋斐如，李萬居
- 臺灣人民代表：林獻堂，陳炘，林茂生，杜聰明，羅萬俥，謝爽秋，黃式鴻，王白淵
- 日軍代表：安藤利吉，諫山春樹，須田一二三，中澤佑（日语：中澤佑）
- 盟軍代表：美国總統杜魯門特別助理與「經濟調查小組」Presidential economic survey mission團長洛克（Edwin Locke, Jr.）、顧德里上校（Cecil J. Gridley）、柏克上校（Col. Henry Berk）、和禮上校（Ulmont W. Holly）、葛超智（George Henry Kerr）等十九人。[14][15]

受降儀式結束後，陳儀發表廣播演說，稱臺灣及澎湖列島已重入中國版圖，臺灣光復，葛超智受邀校對陳儀中文廣播演說詞的英文翻譯，但發現裡面完全沒有提到美國在此事上面所扮演的角色。同日，臺灣省行政長官公署正式運作，機關處所設於原臺北市役所（即現在行政院院址）。11月起，臺灣省行政長官公署與台灣警備總司令部共同設立「臺灣省接收委員會」，陸續接收台灣的軍事、行政和日本資產。1946年1月，在接收委員會下設置日產處理委員會，並在17個縣市成立分會，專責日本財產接收工作；同年7月，另設日產標售委員會及日產清算委員會，掌理接收日產之估價、標售及企業與金融機構之債權債務清算事宜。

## 後續
10月15日，國民革命軍在基隆港登陸，臺灣人誦著陸游「王師北定中原日，家祭勿忘告乃翁」的詩句，唱著歡迎歌，歌詞是「臺灣今日慶昇平，仰首青天白日清，六百萬民同快樂，壺漿簞食表歡迎，哈哈！到處歡迎，哈哈！到處歡迎，六百萬民同快樂，壺醬簞食表歡迎」，熱烈歡迎國軍進入臺灣。
當時的《臺灣日日新報》等媒體上，均有大量商家行號刊登歡慶臺灣光復的廣告。街上鑼鼓喧天，鞭炮聲不斷，戶戶張燈結綵，雖然地方上有若干民眾報復日本人的小騷動，但整個局勢都處於平靜而穩定，並等待國民政府的到來。
然而臺灣光復不久後，政府頻傳貪污行為，軍政人員紀律敗壞、實施統制經濟限制民間經濟活動；國民政府將在臺灣所接收的物資無償運往中國大陸，投入國共戰爭。資源委員會規定，供應三千至四千萬噸台煤、及五十萬噸稻米，做為國共內戰之軍需，惟供米指示因臺灣本身糧食不足，遭到長官公署拒絕:111；15萬噸糖被國府列為敵產撥為中央運送上海銷售，其中1/8歸臺灣糖業公司收入:69。《華盛頓每日新聞》報導中國「剝削臺灣更甚於日本」、「腐敗地榨取富裕的臺灣」。此類問題影響臺灣經濟甚深，引發民怨，物價上漲十倍以上，及濫印臺幣應付財政支出，導致通貨膨脹嚴重，戰後第一年的生產指數，竟達不到大戰結束前一年的一半、失業問題嚴重，報紙報導民眾餓死街頭，治安比日治時期更差，例如1945年臺灣的刑事案件比日治時期的1944年增加了28倍，四處盜賊橫行，臺灣人飽受來台大陸軍政人員歧視，並處以種種不公平的對待，普遍引發臺灣人對於國民政府的不滿，導致後來民怨總爆發，發生臺灣全島反抗的二二八事件，許多期待國府統治及反抗日本的知識份子，在二二八事件中慘遭政府殺害，例如當時協助國民政府接收的臺灣人民代表林獻堂、陳炘、林茂生等人亦罹難或被迫害而客死異鄉。國民政府被批以「征服者」之姿入主台灣、懷抱著「優越感」專橫濫權，並實施長達四十年的白色恐怖統治，長期打壓台灣人，壓制民主、人權與自由，許建榮、盧世祥、張炎憲、鄭邦鎮、周明峰認為此日並非國民黨政府所稱的台灣「光復」，而是台灣「再淪陷」。

## 爭議
「光復」從字面上解釋，就是「把失去的收回」，中華民國政府及之後統治中國大陸的中華人民共和國政府均視此次事件象徵臺灣自清朝割讓予日本後復歸中國統治，因而如此稱之。由於戒嚴時代結束以來臺灣的本土思想漸盛，加上二戰後台灣主權歸屬的爭議，以及從臺灣主體性出發的歷史視角，現今對於「臺灣光復」的說法有不同的見解，部分觀點更認為中華民國係「代表」同盟國軍事占領臺灣，而臺灣地位至今未定。

### 認同「光復」者
- 前中華民國總統馬英九認為，開羅宣言、波茨坦公告、日本降書等內容，強調日本竊自中國的領土，如台灣、澎湖，必須歸還中華民國，條約在國際法的位階上具有拘束力，強調「中日和約」（別稱《臺北和約》）中雖有提到日本放棄台灣、澎湖等地，但沒有提到要歸還給誰，但該和約中也強調，中日間1941年12月9日前所有條約、協定都無效，因此馬關條約也無效，當然回歸中華民國。條約也明確標注，澎湖、台灣人都有中華民國國籍，因此台灣、澎湖回歸中華民國沒有問題。[43]
- 親民黨主席宋楚瑜認為，被日本統治五十年的台灣，按照開羅宣言、波茨坦宣言的決議，正式歸還給中華民國，結束了日本軍國主義的侵略，對日抗戰終告結束。中華民國政府為紀念臺灣重回版圖，明定每年十月二十五日為「臺灣光復節」。台灣歸屬於中華民國的法理根據，不容扭曲。某些人想曲解舊金山和約、波茨坦宣言以及各種歷史文件，來捏造台灣地位未定的法理依據，故意否認或忽略台灣交還給中華民國的事實，都是用政治觀點扭曲歷史事實的行為。[44][需要較佳来源]
- 前中國國民黨主席吳敦義認為，蔣公完成北伐、統一中國、帶領八年抗戰勝利，維護中華民國的尊嚴與國土，並收復台灣及附屬島嶼。[45]
- 中共中央總書記習近平在《告台湾同胞书》发表40周年纪念会上表示，1945年中国人民取得了抗日战争胜利，台湾随之光复，重回祖国怀抱。[46]中共方面於2025年10月25日前后舉辦纪念台湾光复80周年大会。[47]
- 王曉波認為，一九四五年十月二十五日，安藤利吉向中國代表陳儀投降。在當場陳儀代表中國政府宣佈:「從今天起，台灣和澎湖列島,已正式重入中國版圖，所有一切土地，人民，政事皆已置於中華民國國民政府主權之下。且在座各盟國代表無一異議。一九四六年一月十二日，國民政府訓令：「查台灣人民原係我國國民，以受敵人侵略致使喪失國籍，茲國土重光，其原有我國國籍之人民，自民國三十四年十月二十五日起，所有台民，台僑，應即一律恢復我國國籍。」訓令公布後，亦無一同盟國異議。有人質疑未訂「中日和約」或中華民國已被推翻，所以「台灣地位未定」，雖然中華民國在大陸的政權雖被推翻，但在台灣未被推翻，故有一九五二年的「中日和約」。後又因日本承認中華人民共和國政府為中國唯一合法政府，故又有一九七二年的「中日建交聲明」。承認轉換，並未改變台灣重歸中國版圖的主權和地位。[48]

### 不認同「光復」者

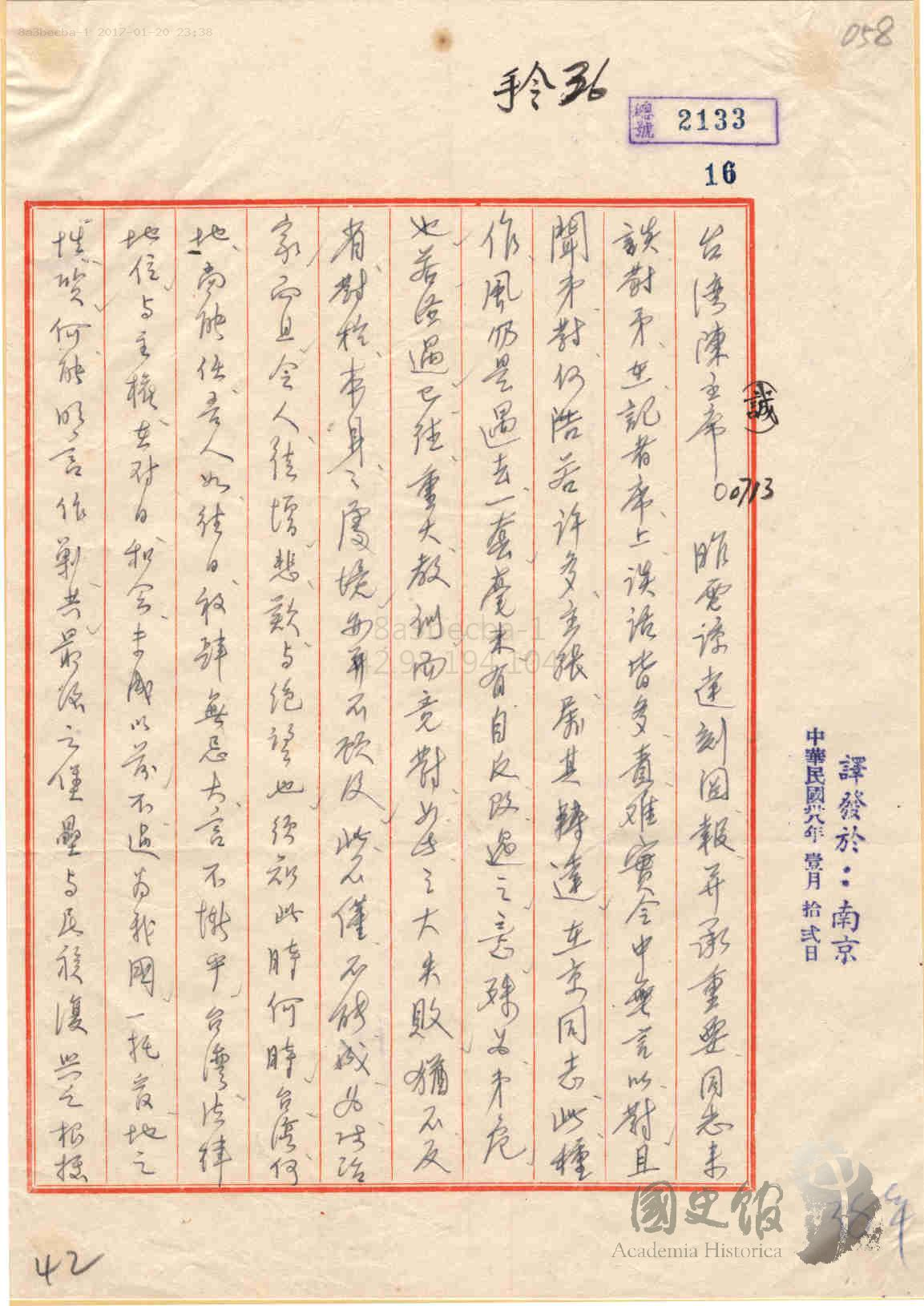
1949年1月12日，蔣介石於南京發給陳誠的手令，提及「台灣法律地位與主權在對日和會未成以前，不過為我國一託管地之性質」。

- 1949年1月5日，陳誠正式就任臺灣省主席，在就職記者會上強調要使臺灣成為一個復興中華民族的堡壘[49]，然而蔣介石在1月12日致電告誡陳誠：「須知此時何時，台灣何地，尚能任吾人如往日放肆無忌，大言不慚乎。台灣法律地位與主權在對日和會未成以前，不過為我國一託管地之性質，何能明言作剿共最後之堡壘與民族復興之根據地，豈不令中外稍有常識者之輕笑其太狂囈乎。」[50][51][52][53]
- 中華民國外交部對日和約案卷第54冊（1952年5月13日）載明：「查金山和約僅規定日本放棄台灣澎湖，而未明定其誰屬，此點自非中日和約所能補救。」因此，當年受同盟國委託到台澎接受日軍投降並代管台澎至今的中華民國從未取得台澎主權。而沒有取回台澎當然也不會有「光復」。[54][55][56]
- 1964年，日本外務省條約局（負責日本與其他國家之間條約的締結與國際法規的解釋）局長中川融在日本眾議院會議中，答覆議員岡田春夫就《中日和約》第四條（中日間1941年12月9日以前所締結之一切條約、專約及協定，均因戰爭結果而歸無效）之台灣歸屬問題質詢時，表示：「諸如台灣割讓等條約，便是完成割讓台灣一事即達成目的，之後僅具備形式上的效力。由於這是已經執行完畢的條約，就算事後廢棄，亦僅是形式上的廢棄，已經執行完畢的事項無法因此而回到未執行前的狀態。此類條約廢棄的效果，在國際法上為非常重要的問題，國際法學者的一致見解亦如上所示，若非如此，則國際間將無法安定。割讓領土後因戰敗而使其全部恢復原狀，之前的割讓條約無效，這是不可能的。」[57]
- 1952年，赴臺北交涉中日和約締結的日本外務省亞洲局長倭島英二表示：「（中日和約）第十條，這主要是為了臺灣以及澎湖島的住民或曾是那裡的住民，要來日本或前往其他國家時的方便而設置的......一旦舊金山條約生效，臺灣，以及澎湖島就會脫離我國，一脫離我國，則向來被稱為臺灣籍人民的人們，就會失去日本的國籍，而後處於國籍不明的狀態之下是很不方便的，旅行時就會產生到底持哪種護照來我國，才會被承認的問題。在此第十條中將臺灣，以及澎湖島的住民，或是以前曾是當地的住民或其子孫，都視為（Deem，即視某物為其實際上不是的事物）其具有中華民國的國籍」[58]、「與中華民國的和約（即中日和約），『並非以決定』何處是中華民國的領土、誰是中華民國的國民為目的而做談判的，在這裡面並沒有寫著關於其領土問題，以及領土的歸屬」[59][60]。
- 前中華民國國史館館長、台灣史學者張炎憲表示，1951年9月，舊金山和約簽訂，日本放棄台灣與澎湖，卻未明確規定放棄給誰。1952年4月，依據舊金山和約的精神，中華民國與日本簽訂和約，日本在條約中放棄台灣與澎湖，也未明確讓給中華民國。雙方簽訂和約之前，中華民國只是軍事佔領台灣；簽訂和約之後，中華民國也未取得領有台灣的合法地位。因此，在1945年10月25日，國民黨政府接收台灣時，並不是「光復」，這只是國民黨政府的說辭，矇騙台灣人，以利其統治。[61]
- 臺灣在1895年至二次大戰期間是日本領土，因此屬於軸心國陣營，反對「光復」論點的人士認為「光復」一詞是「站在統治權力的立場」，而不是臺灣人自己掌握的，因而不要再使用「光復」一詞。[62]
- 認為基於開羅宣言與波茨坦宣言的「光復」論點有史實爭議的人士指出，這兩項宣言只是意見表示而已，沒有絲毫法律效果，不能提供戰後臺灣地位歸屬的國際法效力。[63][64]
- 臺灣史學家李筱峰指出，二次大戰結束時，中華民國將領代表同盟國前往臺灣接受日軍投降。雖然當時號稱「台灣光復」，但實際上是一次過渡時期的暫時軍事接管，並非就此確定戰後台灣與澎湖的領土歸屬。領土的轉承歸屬，須待當事雙方簽訂國際條約才算數。但後來中華民國政府還來不及和日本完成簽訂和約手續，就被中共推翻，逃離原來中華民國領土，才埋下後來所謂「台灣地位未定」的爭議，也才會有現在對於「台灣光復」的爭議。[65]
- 美屬臺灣群島方案推廣者林志昇與何瑞元表示，中華民國佔領臺灣的軍隊向臺灣人宣佈此日為「臺灣光復節」是違法的，並且由於同盟國當時尚未與日本簽訂和平條約決定臺灣的主權歸屬，因此英國和美國當時都反對中華民國更改臺灣人的國籍。[66]
- 臺灣部份學者和民間團體認為，馬英九政府在2014年，在高中課程正進行的課綱微調，將「光復」的用詞重新編入，是用大中國史觀洗腦學生[67][68]。
- 由於中華民國方面接受日本投降的受降主官皆是以「同盟國之代表」或其進一步指派之代表的身份受降，有觀點指出，日本實際上是向同盟國全體投降，而不是只向中華民國投降，所以所謂的「臺灣光復日」只不過是「日軍向盟軍投降日」，標誌的是軍事佔領的開始，臺澎主權並未在當天回歸中華民國，「臺灣光復」是誤導人的術語。[69][70][71][72]

## 延伸閱讀
- 臺灣文獻 66卷第3期，2015
- 國家發展委員會檔案管理局-檔案支援教學網
- 臺灣省參議會對日產糾紛之調處（1946-1951），歐素瑛，《臺灣學研究》第18期 : 頁99-150，國立臺灣圖書館，2015 （页面存档备份，存于）
- 臺灣戰後初期製鹽會社土地的接收與處理，何鳳嬌，國史館
- 戰後初期資源委員會對台電之接收(1945-1952)，林蘭芳，中央研究院近代史研究所集刊第79期 : 頁87-135，2013 （页面存档备份，存于）
- 戰後初期臺灣土地接收的糾紛 - 國史館
- 戰後國民政府的接收，戰後初期台灣土地的接收與處理（1945-1952），政治大學 （页面存档备份，存于）
- 戰後初期臺灣軍事用地的接收，何鳳嬌，國史館
- 戰後初期土地接收的檢討，何鳳嬌，政治大學 （页面存档备份，存于）
- 臺灣省參議會對日產糾紛之調處（1946-1951） - 國立臺灣圖書館
- 戰後初期臺灣鐵路事業之研究（1945-1947），莊建華，國立中央大學歷史研究所 （页面存档备份，存于）
- 戰後初期臺灣土地改革過程中的幾個問題：雷正琪函件解讀 - 黃俊傑個人網站 （页面存档备份，存于）

## 外部連結
- 國家發展委員會檔案管理局-檔案支援教學網